# Nelson Cabrera
Nelson David Cabrera Báez, né le 22 avril 1983 à Itauguá, est un footballeur international paraguayen-bolivien qui évolue au poste de défenseur central au Club Always Ready.

## Carrière

### En club
Le 30 janvier 2013, il inscrit un doublé en Copa Libertadores avec le Club Bolívar, lors d'un match contre le club brésilien du São Paulo FC (défaite 4-3). Cabrera atteint les demi-finales de cette compétition en 2014 avec cette équipe.
Par la suite, le 1er mai 2015, il inscrit un doublé au sein du championnat de Bolivie, contre le club de Blooming (victoire 4-3).

### En équipe nationale
Nelson Cabrera reçoit une sélection en équipe du Paraguay : il s'agit d'un match amical joué le 22 août 2007 contre le Venezuela (score : 1-1).
Nelson Cabrera fait le choix par la suite de jouer en équipe de Bolivie, chose rendue possible par le fait que le joueur n'a disputé qu'une rencontre amicale avec son ancienne sélection, le Paraguay, et non officielle comme le stipule le règlement de la FIFA sur les changements de nationalités sportives. Il reçoit sa première sélection avec la Bolivie le 28 mai 2016, lors d'un match amical contre les États-Unis (défaite 4-0). Par la suite, le sélectionneur Julio César Baldivieso le retient dans une liste de 23 joueurs, afin de participer à la Copa América Centenario, organisée aux États-Unis. Malgré cela, et si le critère du match non officiel de la FIFA a bien été respecté, il est avéré que ce même règlement stipule qu'un joueur de football ne peut prétendre à un changement de sélection nationale qu’après avoir passé cinq ans ininterrompus dans son nouveau pays, ce qui ne rendait Cabrera éligible par la Bolivie qu'à partir de 2018. Ainsi, le 1er novembre 2016, la Bolivie se voit sanctionner de deux défaites sur tapis vert sur le score de 0-3 contre le Pérou et le Chili dans le cadre des éliminatoires de la Coupe de Monde 2018 pour avoir utilisé le joueur alors qu'il n'était pas encore sélectionnable. En même temps, la Fédération bolivienne de football devra payer une amende de 12 000 francs suisses (environ 11 000 €).

## Palmarès
- Cerro Porteño
  - Champion du Paraguay en 2005

- Colo-Colo
  - Champion du Chili en 2009 (clôture)

- CFR Cluj
  - Champion de Roumanie en 2010
  - Vainqueur de la Coupe de Roumanie en 2010

- Bolívar
  - Champion de Bolivie en 2013 (clôture), 2014 (ouverture) et 2015 (clôture)